# Građanski rat u Nepalu
Nepalski građanski rat (među maoistima poznat pod nazivom Narodni rat Nepala) bio je vojni sukob koji je trajao u Nepalu od 1996. do 2006. godine, između monarhijske vlade na jednoj i Komunističke partije Nepala (maoista) na drugoj strani. Cilj maoista bio je svrgavanje kralja i uspostava Narodne republike Nepal.

## Pozadina
Tijekom desetljeća borbe oporbenih grupa za veće slobode i demokraciju, Nepal je 1990. konačno postao ustavna monarhija. Međutim, kralj Birendra je zadržao mnoge ovlasti, a slobode su bile pravno nejasno definirane. Ova situacija je postpuno povećavala nestabilnost prve vlade. Naposljetku su se maoisti pobunili i pokrenuli sukob s vladom.

## Sukob
KPN(m) je započela sukob 13. veljače 1996., upuštanjem Narodnooslobodilačke vojske Nepala u sukobe s vladinim trupama.
Procijenjeno je da je tijekom rata od 1996. do 2006. poginulo oko 13.000 osoba (više od 4.500 ubili su borci KPN(m), a 8.200 vladine snage). Između 100.000 do 150.000 ljudi je izbjeglo sa konfliktnih područja u druge regije, uglavnom oko glavnog grada Katmandua.
Vođa KPN(m), Prachanda, je 21. studenog 2006. u Katmanduu zaključio mirovni sporazum s premijerom Girijom Prasadom Koiralom. Ovaj sporazum predviđa smanjenje maoističkih gerilaca i njihovu polaganu integraciju u redovnu vojsku i državne institucije. Pod pokroviteljstvom UN-a, 2007. je formiran Ustavotvorni parlament.

## Kronologija

### 1996.
Početak građanskog rata u Nepalu 13. veljače.

### 1999.
Krishna Prachad Batarai postao premijer.

### 2001.
Princ Dipendra pobio svoju obitelji počinio samoubojstvo 1. lipnja. Njegov ujak, Gyanendra, okrunjen je za novog kralja.
Početak prvog ciklusa mirovnih pregovora u kolovozu.
Maoisti lansirali ofenzivu napavši ustanove policije i vojske u 42 distrikta.

### 2002.
Neuspjeh prvog ciklusa mirovnih pregovora u svibnju.
Velike borbe maoista protiv vladinih snaga kod Lisne Lekha tijekom svibnja, regija Rolpa.

### 2003.
Napad maoista na policijsku akademiju u Bhaluwangu.

### 2005.
Gyanendra raspustio parlament i preuzeo sve ovlasti. Pobuna protiv kralja raste, dok kraljevska vojska i policija uhićuje vođe oporbe, novinare, sindikaliste i borce za ljudska prava.

### 2006.
Veliki opći štrajk je pokrenut 6. travnja u Katmanduu i traje nekoliko tjedana. Nova nepalska vlada proglašava primirje. Parlament je u narednim tjednima izglasao zakone koji su smanjili kraljeve ovlasti. Dana 21. studenog, potpisan je mirovni sporazum između vlade i maoističkog vođe Prachande. Maoistima je dozvoljeno da se uključe u vladu.

## Vanjske poveznice
- Crisis briefing on Nepal
- The Falling Kingdom, a book by Olof Jarlbro
- International Crisis Group - Nepal, archive of reports on the Nepalese war and peace processes from the ICG.
- Between Two Stones - Nepal’s decade of conflict
- NepalNews, a commercial news website
- Maoists of Nepal
- Returned: Child Soldiers of Nepal's Maoist Army, a documentary
- International Freedom of Expression eXchange
- Insight on Conflict: Peacebuilding database
- Q&A: Nepal's future, BBC
- Indian Army Intervenes Against the Nepal People's War